# Soluzione ideale
In chimica si definisce soluzione ideale una particolare soluzione per la quale i coefficienti di attività dei suoi componenti risultano tutti uguali ad uno, ovvero per la quale i valori dell'attività di ciascuno dei componenti è uguale al valore della concentrazione.
Il concetto di soluzione ideale è fondamentale nella termodinamica chimica e nella determinazione delle proprietà colligative.
Il concetto di soluzione ideale (riferito anche a miscele liquide) non va confuso con quello di miscela ideale (riferito a miscele gassose).

## Proprietà delle soluzioni ideali
Altre proprietà associate alle soluzioni ideali sono:
- nessuna variazione del volume complessivo a seguito del miscelamento,[2] cioè il volume della soluzione è identico alla somma dei volumi che i singoli componenti presentano prima del miscelamento;
- l'entalpia di miscelamento misurata a pressione costante è nulla;[2][3]
- i componenti della soluzione presentano miscibilità completa, cioè possono essere miscelati tra di loro in qualsiasi proporzione,[2] formando sempre un'unica fase.

Nel caso di una soluzione diluita, se è soddisfatta la condizione di idealità, risulta inoltre valida la legge di Henry per la determinazione della pressione parziale dei componenti della soluzione.
Qualsiasi componente {\displaystyle i} di una soluzione ideale obbedisce alla legge di Raoult in tutto l'intervallo di composizione:
{\displaystyle \ P_{i}=(P_{i})_{pure}x_{i}}
dove:
- {\displaystyle (P_{i})_{pure}} è la pressione di vapore di equilibrio del componente puro
- {\displaystyle x_{i}} è la frazione molare del componente nella soluzione.

### Dimostrazione

#### Invariabilità del volume
Una soluzione ideale può essere definita come una soluzione per cui:
{\displaystyle f_{i}=x_{i}f_{i}^{*}}
dove {\displaystyle f_{i}} è la fugacità di {\displaystyle i} per una sostanza pura.
Poiché la definizione di fugacità di una sostanza pura è:
{\displaystyle g(T,P)=g^{\mathrm {gas} }(T,p^{u})+RT\ln {\frac {f}{p^{u}}}}
dove {\displaystyle g^{\mathrm {gas} }(T,p^{u})} è l'energia libera di Gibbs molare di un gas ideale ad una temperatura {\displaystyle T} ed a una pressione di riferimento {\displaystyle p^{u}} (che può essere presa come {\displaystyle P^{0}} = 1 bar)
se si deriva quest'ultima equazione rispetto a {\displaystyle P}  per {\displaystyle T}  costante, si ottiene:
{\displaystyle \left({\frac {\partial g(T,P)}{\partial P}}\right)_{T}=RT\left({\frac {\partial \ln f}{\partial P}}\right)_{T}}
ma sappiamo dall'equazione del potenziale di Gibbs che:
{\displaystyle \left({\frac {\partial g(T,P)}{\partial P}}\right)_{T}=v}
Queste due equazioni prese insieme danno:
{\displaystyle \left({\frac {\partial \ln f}{\partial P}}\right)_{T}={\frac {v}{RT}}}
Poiché tutto questo, verificato per una sostanza pura è valido per una soluzione aggiungendo proprio la succitata i a tutte le variabili intensive e cambiando la definizione di volume molare standard da v in {\displaystyle {\bar {v_{i}}}}.
{\displaystyle \left({\frac {\partial \ln f_{i}}{\partial P}}\right)_{T,x_{i}}={\frac {\bar {v_{i}}}{RT}}}
Applicando la prima equazione di questa sezione a quest'ultima equazione, si ottiene:
{\displaystyle v_{i}^{*}={\bar {v_{i}}}}
e questo significa che il volume della soluzione ideale è la somma dei volumi delle sue componenti.

#### Invariabilità dell'entalpia
Procedendo in modo simile, ma derivando rispetto a T, si arriva ad un risultato simile con l'entalpia:
{\displaystyle {\frac {g(T,P)-g^{\mathrm {gas} }(T,p^{u})}{RT}}=\ln {\frac {f}{p^{u}}}}
derivata rispetto a T e ricordando che {\displaystyle \left({\frac {\partial {\frac {g}{T}}}{\partial T}}\right)_{P}=-{\frac {h}{T^{2}}}} si ottiene:
{\displaystyle -{\frac {{\bar {h_{i}}}-h_{i}^{\mathrm {gas} }}{R}}=-{\frac {h_{i}^{*}-h_{i}^{\mathrm {gas} }}{R}}}
che a sua volta è {\displaystyle {\bar {h_{i}}}=h_{i}^{*}}.
Ciò significa che l'entalpia della soluzione è uguale alla somma delle entalpie delle sue componenti.

### Variazione dell'energia libera di Gibbs
Poiché {\displaystyle {\bar {u_{i}}}={\bar {h_{i}}}-p{\bar {v_{i}}}} e {\displaystyle u_{i}^{*}=h_{i}^{*}-pv_{i}^{*}}:
{\displaystyle u_{i}^{*}={\bar {u_{i}}}}
si può facilmente verificare che:
{\displaystyle C_{pi}^{*}={\bar {C_{pi}}}}
Infine poiché:
{\displaystyle {\bar {g_{i}}}=\mu _{i}=g_{i}^{\mathrm {gas} }+RT\ln {\frac {f_{i}}{p^{u}}}=g_{i}^{\mathrm {gas} }+RT\ln {\frac {f_{i}^{*}}{p^{u}}}+RT\ln x_{i}=\mu _{i}^{*}+RT\ln x_{i}}
che implica che:
{\displaystyle \Delta g_{i,\mathrm {mix} }=RT\ln x_{i}}
e poiché:
{\displaystyle G=\sum _{i}x_{i}{g_{i}}}
allora:
{\displaystyle \Delta G_{\mathrm {mix} }=RT\sum _{i}{x_{i}\ln x_{i}}}
Per ultimo possiamo calcolare l'entropia di miscelamento:
{\displaystyle g_{i}^{*}=h_{i}^{*}-Ts_{i}^{*}}   e   {\displaystyle {\bar {g_{i}}}={\bar {h_{i}}}-T{\bar {s_{i}}}}
{\displaystyle \Delta s_{i,\mathrm {mix} }=-R\sum _{i}\ln x_{i}}
{\displaystyle \Delta S_{\mathrm {mix} }=-R\sum _{i}x_{i}\ln x_{i}}
Poiché l'entalpia di miscelamento è zero, la variazione di energia libera di Gibbs nella soluzione è pari al valore dell'entropia di miscelamento. Quindi l'energia molare libera di Gibbs è pari a:
{\displaystyle \Delta G_{\mathrm {m,mix} }=RT\sum _{i}x_{i}\ln x_{i}}
o per una soluzione di due componenti:
{\displaystyle \Delta G_{\mathrm {m,mix} }=RT(x_{A}\ln x_{A}+x_{B}\ln x_{B})}
dove {\displaystyle \Delta G_{\mathrm {m,mix} }} indica lo scambio di energia libera di Gibbs per mole della soluzione, e {\displaystyle x_{i}} è la frazione molare di componente {\displaystyle i}.
Si noti che questa energia libera di miscelazione è sempre negativa (in quanto ogni {\displaystyle x_{i}} è positiva ed ogni {\displaystyle \ln x_{i}}  deve essere negativa), cioè i componenti delle soluzioni ideali sono sempre completamente miscibili tra loro.
L'equazione precedente può essere espressa in termini di potenziale chimico dei singoli componenti:
{\displaystyle \Delta G_{\mathrm {m,mix} }=\sum _{i}x_{i}\Delta \mu _{i,\mathrm {mix} }}
dove {\displaystyle \Delta \mu _{i,\mathrm {mix} }=RT\ln x_{i}} è la variazione del potenziale chimico di i nella soluzione.
Indicando il potenziale chimico di un liquido puro {\displaystyle i} con {\displaystyle \mu _{i}^{*}}, si ha che il potenziale chimico di i in una soluzione ideale è pari a:
{\displaystyle \mu _{i}=\mu _{i}^{*}+\Delta \mu _{i,\mathrm {mix} }=\mu _{i}^{*}+RT\ln x_{i}}

## Spiegazione a livello microscopico
Il concetto di soluzione ideale nacque in perfetta analogia al concetto di gas ideale, con la sostanziale differenza di non poter trascurare le interazioni intermolecolari, dato che queste sono ben più forti nei liquidi che nei gas.
Considerando per semplicità il caso di una soluzione bicomponente, costituita dal componente A e dal componente B, si fa l'ipotesi che le forze intermolecolari siano le stesse, indipendente dal tipo di molecola considerata, ossia che:
FAB = FAA = FBB
Se le molecole sono chimicamente simili, ad esempio come il mono-butanolo e il bi-butanolo, allora la soluzione sarà ideale. Poiché le interazioni tra A e B sono le stesse, ne segue che non ci sono scambi di energia (entalpia) quando le due o più sostanze vengono mescolate. Più dissimile è la natura di A e B, maggiore sarà la possibilità che la soluzione devii dalla idealità.

## Non idealità
In contrasto con le soluzioni ideali, dove i volumi sono strettamente additivi e i componenti sono completamente miscibili, il volume di una soluzione non ideale non è, in generale, la semplice somma dei volumi dei componenti puri e la solubilità non è garantita sull'intero intervallo di composizione.
Le deviazioni dall'idealità per una soluzione possono essere descritte dall'uso delle funzioni di Margules, di coefficienti di attività o grandezza in eccesso. Un singolo parametro di Margules può essere sufficiente per descrivere le proprietà della soluzione se le deviazioni dalla idealità sono modeste; queste soluzioni sono chiamate soluzioni regolari.